# Solihull Barons
Les Barons de Solihull sont un club de hockey sur glace de Solihull en Angleterre. Il évolue dans la Division 1 de la National Ice Hockey League, le second échelon anglais.

## Historique

### Équipe actuelles
Les Barons voient le jour en 2005 à la suite de l'arrêt de l'équipe locale précédente, les Solihull Kings, et prennent leur place en English Premier Ice Hockey League, le second niveau national,. En 2007, l'équipe décide de descendre à l'échelon inférieur, la National Ice Hockey League, jouant dans la section Sud. En 2008, la ligue est divisée en deux niveaux et les Barons se voient placés en Division 2 Nord. En 2011, l'équipe remportent le championnat et gagne sa place en Division 1 mais ils n'y passent qu'une saison. En 2014 et 2015, les Barons la Division 2 Nord et sont promus,. Pour leur retour en Division 1, ils atteignent la finale mais s'inclinent face aux Blackburn Hawks.

## Bilan par saison
| Saison                            | PJ | V  | VP | D  | N | DP | BP  | BC  | Pts | Classement        | Séries éliminatoires                       |
| --------------------------------- | -- | -- | -- | -- | - | -- | --- | --- | --- | ----------------- | ------------------------------------------ |
| English Premier Ice Hockey League |    |    |    |    |   |    |     |     |     |                   |                                            |
| 2005-2006                         | 48 | 7  | -  | 35 | 6 | -  | 115 | 227 | 20  | 12e place         | Non qualifié                               |
| 2006-2007                         | 44 | 9  | -  | 31 | 3 | 1  | 141 | 235 | 22  | 10e place         | Non qualifié                               |
| National Ice Hockey League        |    |    |    |    |   |    |     |     |     |                   |                                            |
| 2007-2008                         | 16 | 4  | -  | 12 | 0 | -  | 81  | 89  | 8   | 7e place Sud A    | Non qualifié                               |
| 2008-2009                         | 24 | 14 | -  | 10 | 0 | -  | 152 | 94  | 28  | 4e place Nord D2  | Pas de séries                              |
| 2009-2010                         | 24 | 19 | -  | 4  | 1 | -  | 183 | 40  | 39  | 2e place Nord D2  | Défaite en barrage de promotion-relégation |
| 2010-2011                         | 24 | 23 | -  | 0  | 1 | -  | 247 | 59  | 47  | 1er place Nord D2 | Pas de séries                              |
| 2011-2012                         | 32 | 6  | -  | 23 | 3 | -  | 88  | 189 | 15  | 9e place Nord D1  | Non qualifié                               |
| 2012-2013                         | 24 | 16 | -  | 7  | 1 | -  | 146 | 84  | 33  | 3e place Nord D2  | Pas de séries                              |
| 2013-2014                         | 28 | 25 | -  | 3  | 0 | -  | 241 | 54  | 50  | 1er place Nord D2 | Champion                                   |
| 2014-2015                         | 36 | 36 | -  | 0  | 0 | -  | 330 | 82  | 72  | 1er place Nord D2 | Champion                                   |
| 2015-2016                         | 32 | 20 | -  | 12 | 0 | -  | 160 | 131 | 40  | 3e place Nord D1  | Finaliste                                  |
| 2016-2017                         | 28 | 11 | -  | 15 | 2 | -  | 117 | 122 | 24  | 4e place Nord D1  | Demi-finaliste                             |
| 2017-2018                         | 36 | 16 | 5  | 14 | - | 1  | 182 | 132 | 41  | 5e place Nord D1  | Demi-finaliste                             |

## Palmarès
- Champion de la Division 2 Nord de la National Ice Hockey League : 2011, 2014, 2015
- Champion des séries éliminatoires de la Division 2 Nord de la National Ice Hockey League : 2014, 2015